# Ослятина

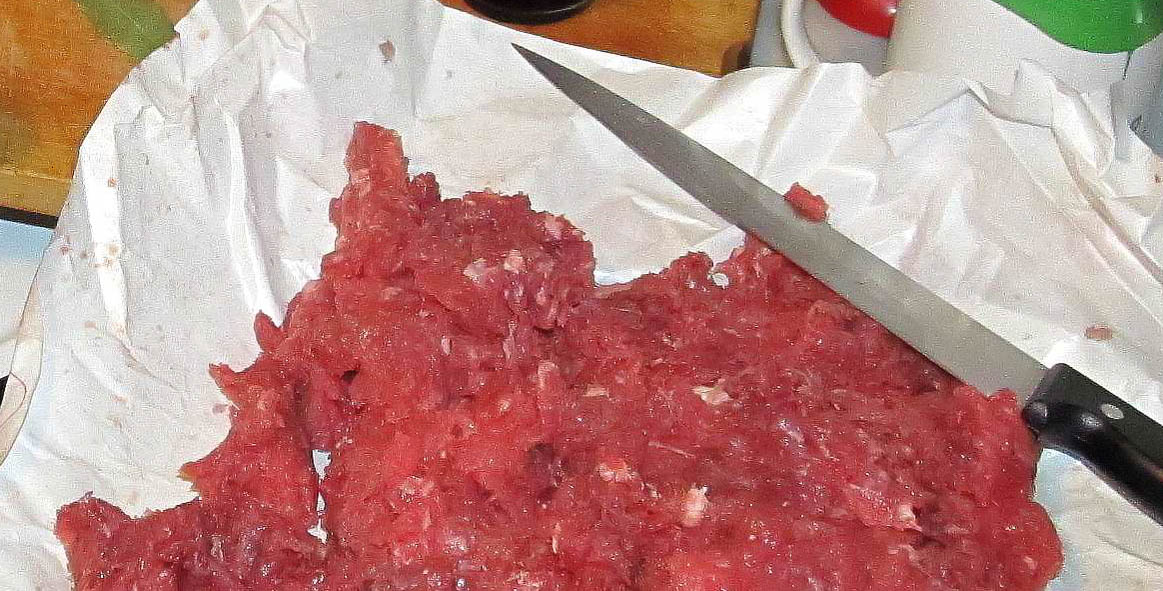
Рубленая ослятина

Осля́тина — мясо домашнего осла, а также дикого либо вторично одичавшего осла. Обладает достаточно высокими пищевыми качествами, однако ни в какие исторические периоды ни у каких народов, очевидно, не принадлежало к числу основных продуктов питания.
В настоящее время употребляется в пищу весьма ограниченно. В ряде европейских стран используется при производстве отдельных блюд и некоторых колбасных изделий, в частности, салями. Фигурирует в китайской, некоторых других азиатских, а также африканских кухнях, однако в значительно меньшей степени, чем большинство прочих видов мяса. Иногда поступает в продажу под видом мяса других сельскохозяйственных животных, в частности, говядины или конины, с которыми она достаточно схожа по внешнему виду.
Однозначный запрет на употребление в пищу ослятины содержится в иудаизме. В исламе пищевой запрет распространяется лишь на мясо домашних ослов, тогда как мясо диких считается дозволенным.

## Биологические и пищевые характеристики

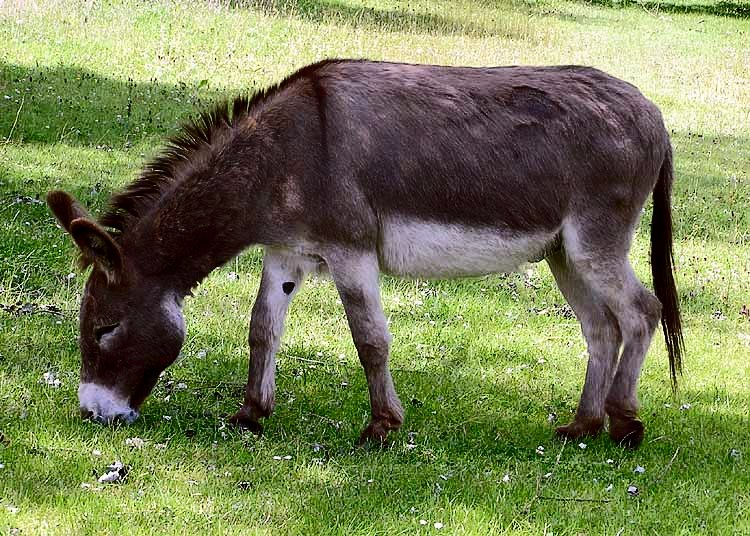
Домашний осёл — основной источник ослятины

Под ослятиной понимается прежде всего мясо домашних ослов (лат. Equus asinus) — наиболее многочисленных и распространённых практически во всех регионах мира: общее поголовье этих животных, по оценкам на конец 2010-х годов, составляет около 45 миллионов. В более широком понимании к ослятине относится также мясо диких (лат. Equus africanus) и вторично одичавших ослов. Однако применительно к современной ситуации малочисленность и охранный статус диких ослов в практическом плане позволяют не рассматривать их мясо в качестве продукта питания. Что касается вторично одичавших ослов, то они могут служить значимым источником мяса только там, где их поголовье достаточно велико, и они не находятся под охраной — например, в Австралии, Бразилии или США.
По своему внешнему виду и текстуре ослятина не слишком значительно отличается от других видов красного мяса и более всего сходна с кониной. Она имеет насыщенный красный цвет, заметно темнеющий соразмерно возрасту забитого животного. Вкус мяса немного сладковатый, более мягкий и тонкий в сравнении с кониной, однако запах — заметно более резкий и устойчивый, чем у неё.

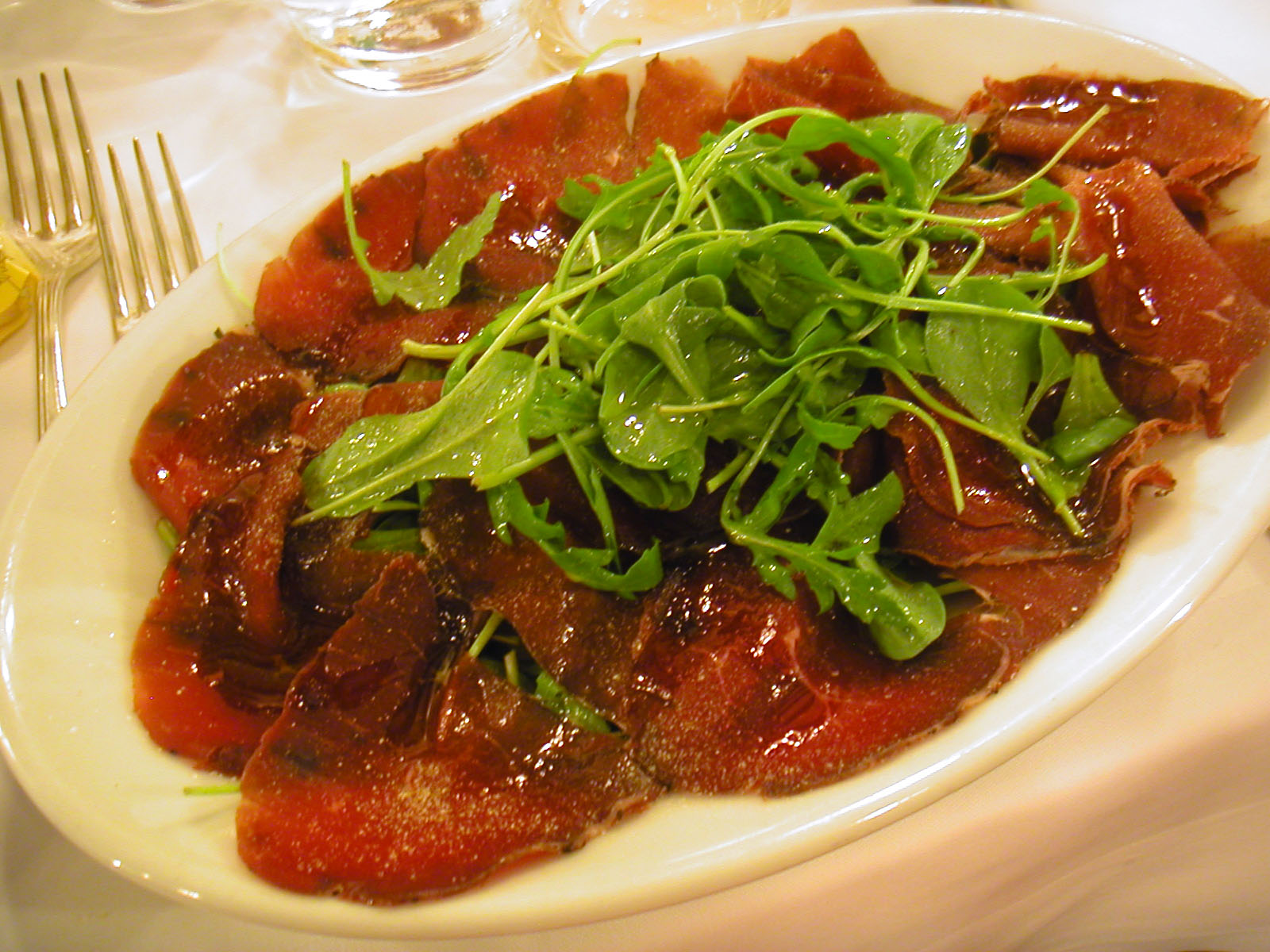
Итальянский мясной деликатес брезаола иногда готовится из ослятины

В плане пищевой ценности ослятина также в целом сопоставима с традиционными видами красного мяса. Из расчёта на 100 граммов продукта её калорийность составляет 140 ккал, что соответствует уровню козлятины и примерно в полтора раза ниже, чем у говядины, баранины и свинины. Содержание белков — 24 грамма (примерно одинаково со всеми упомянутыми видами мяса), жиров — 4 грамма (чуть выше, чем у козлятины, вдвое ниже, чем у говядины и баранины, более чем вдвое ниже, чем у свинины). Помимо низкой жирности, к достоинствам ослятины специалисты относят низкое содержание в ней холестерина, и, в то же время, насыщенность жирными кислотами, в т. ч. полиненасыщенными, и железом. Помимо последнего, в ослятине выявлено значимое содержание таких элементов, как калий, фосфор, натрий, магний и цинк.
Диетологи свидетельствуют о нежности и лёгкой усвояемости ослятины, считают её питательной и полезной, в особенности, для людей, страдающих сердечно-сосудистыми заболеваниями и избыточным весом. Такой вывод был сделан, в частности, на основании сравнительного исследования салями и брезаолы, сделанных из ослятины, говядины и свинины.

## Исторический экскурс

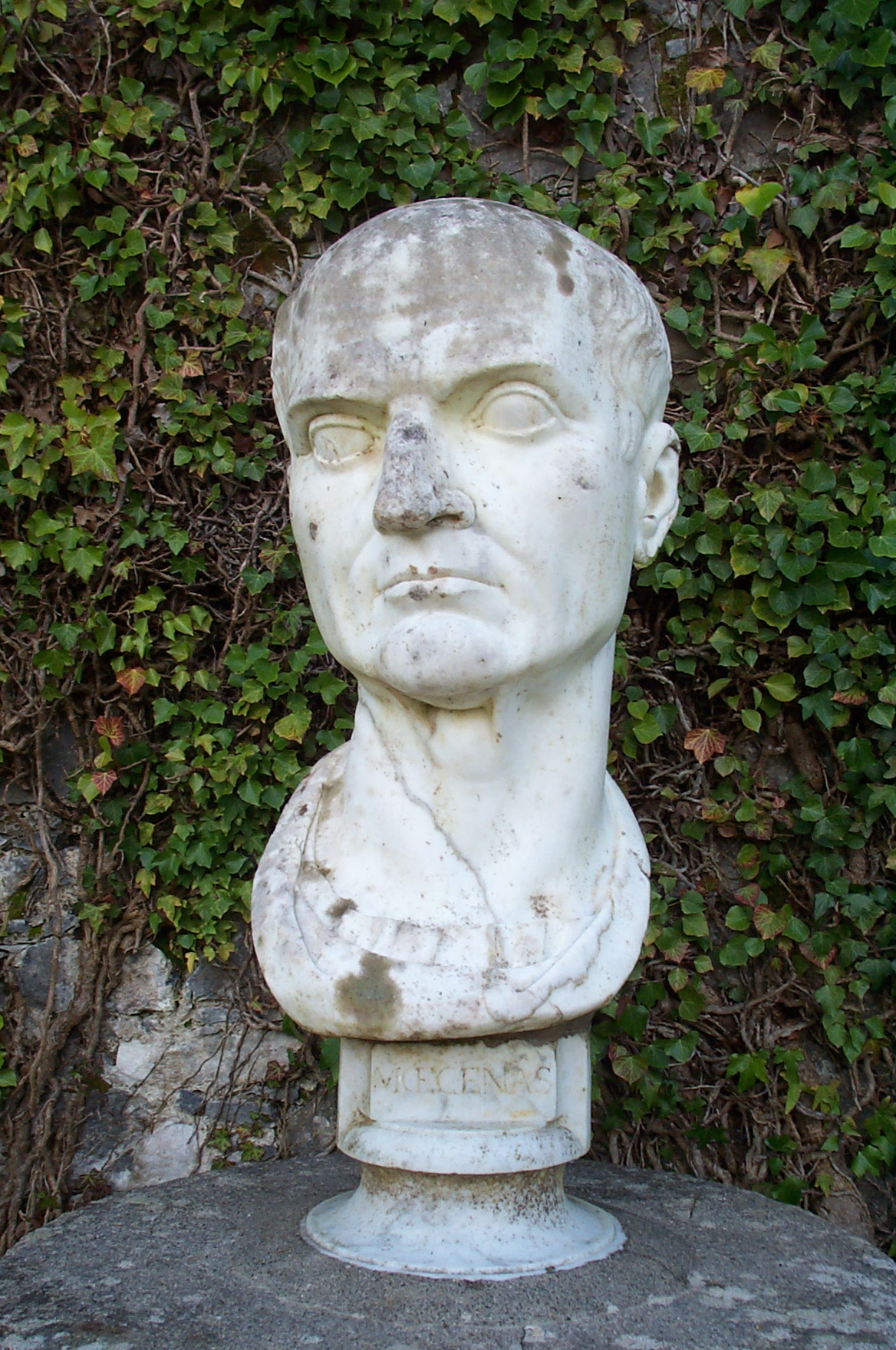
Гай Цильний Меценат, популяризировавший ослятину в Древнем Риме

Дикий осёл был объектом охоты человека с доисторических времён. По мере одомашнивания этого биологического вида, начавшегося около шести тысячелетий назад, его мясо становилось более доступным. Однако исключительно высокая ценность осла как ездового и вьючного животного привела к тому, что его использование в качестве мясного скота повсеместно оставалось периферийным. Вне чрезвычайных обстоятельств убою могли подвергаться в основном пожилые особи, не способные эффективно справляться с транспортными задачами, мясо которых весьма жёстко и обладает сильным специфическим запахом. Именно это, по мнению специалистов, негативно сказалось на репутации ослятины среди большинства народов мира.
В Древней Греции ослятина употреблялась в пищу, однако ценилась весьма невысоко и считалась едой бедняков: так, в Афинах для торговли ею существовал отдельный, непрестижный рынок. Сходным, очевидно, было изначальное отношение к ослиному мясу и в Древнем Риме. Однако известно, что в I веке до нашей эры репутация ослятины там существенно повысилась после того, как её стал активно популяризировать Гай Цильний Меценат. На многочисленных пирах, дававшихся этим государственным деятелем, подавались различные блюда из этого мяса, среди которых наибольшую известность приобрела закуска из маринованной ослятины. Примечательно, что Меценат лично следил за тем, как выращивались на мясо ослы в его поместье, и сам подбирал для них рацион: наилучшим кормом в итоге были признаны бисквиты, размоченные в молоке.
В Европе эпох Средневековья и Нового времени ослятина в полной мере маргинализировалась. Её употребление в пищу было обусловлено чрезвычайными обстоятельствами. Так, известно, что в 1799 году во время блокады Мальты флотом Горацио Нельсона занимавшие остров французы и местные жители вынуждены были есть ослов — наряду с собаками, кошками и крысами. При этом вкус ослятины так полюбился мальтийцам, что уже после завершения войны и возвращения острова под власть Великобритании они какое-то время продолжали совершенно добровольно употреблять в пищу это мясо, изобретая различные блюда из него.

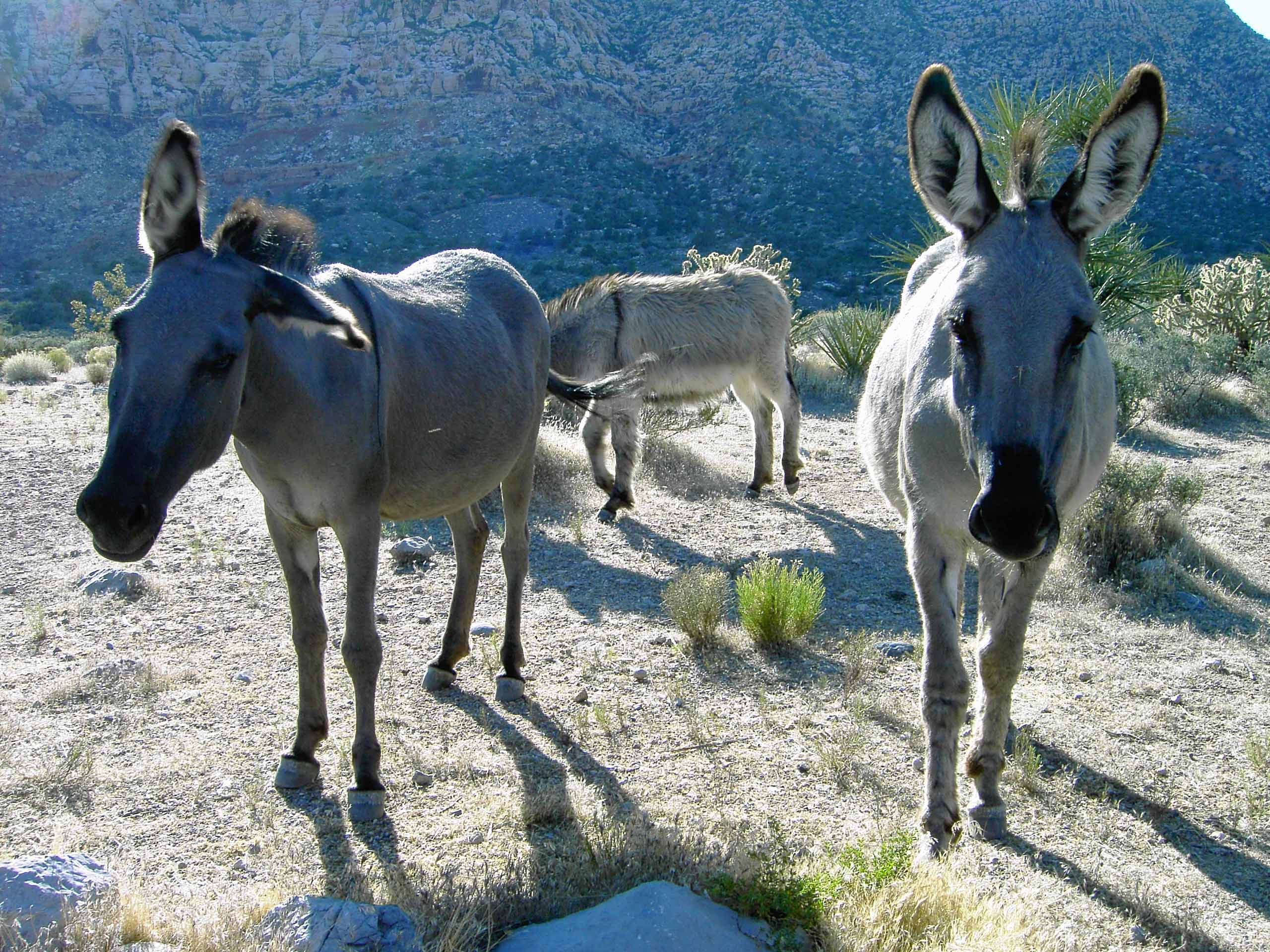
Вторично одичавшие ослы, распространившиеся в Новое время в некоторых странах, стали, наряду с домашними, также использоваться для производства ослятины

Александр Дюма-отец сообщает об употреблении в пищу ослятины калмыками. Во время путешествия по России в 1858 году в одном из калмыцких селений этот писатель и гастроном лично пробовал мясо ослёнка, которое оценил весьма высоко и уподобил «чему-то среднему между говядиной и телятиной». Его соотечественник и современник, известный шеф-повар Алексис Сойер упоминал, что знаком с утверждением о том, что блюда из мяса молодого осла — «неплохая еда». Он также слышал, что в некоторых генгетах — недорогих кабачках с непременной танцплощадкой — в пригородах Парижа ослятина расходится в больших количествах, а «безыскусные посетители считают, что им подают не что иное, как телятину». 
За пределами Европы ослятина исторически занимала также весьма скромное место среди продуктов питания. Существенным ограничением для её кулинарного использования во многих регионах стали пищевые запреты, введённые в отношении этого мяса двумя религиями: иудаизмом и исламом. Иудейская галаха однозначно исключает его из разряда кошерных продуктов в силу принадлежности осла к непарнокопытным животным. В Коране отсутствуют указания относительно ослиного мяса, однако они имеются в нескольких хадисах, содержащихся в сборнике Сахих аль-Бухари и признаваемых однозначно достоверными. В соответствии с этими хадисами, запретным для мусульман является мясо домашних ослов, поскольку те питаются нечистотами. В то же время, мясо диких ослов, пасущихся на воле, считается халяльным.
Использование ослятины было освоено кухнями ряда немусульманских народов Азии и Африки, однако и в них она не заняла существенного места. По мере распространения домашних ослов, а позднее и их вторично одичавших потомков в Америке и в Австралии ослятина была опробована и там, однако оказалась востребована в качестве продукта питания ещё в меньшей степени, чем в Старом Свете.

## Ослятина в современности

### Производство и потребление
По данным ФАО на 2012 год, в мире для продовольственных нужд было произведено 212 тысяч тонн ослиного мяса. Таким образом, по объёму производства ослятина более чем в 500 раз уступает свинине, в 300 раз — говядине, в 40 раз — баранине, в 25 раз — козлятине. Правда, по росту производства в сравнении с 2004 годом — 12 % — она опережает те же говядину и баранину (9 % и 8 % соответственно), уступая свинине и козлятине (18 % и 21 % соответственно). Основными производителями ослятины являются Китай, Буркина-Фасо, Сенегал, Нигерия, Мавритания и Испания.
Следует иметь в виду, что подобные расчёты имеют немалую погрешность в связи с тем, что значительная часть мяса в мире производится и реализуется вне каких-либо норм государственного учёта и контроля. Тем не менее, однозначно признаётся, что ослятина производится и употребляется в пищу в значительно меньших объёмах, нежели другие виды красного мяса. Даже в тех государствах, где практикуется использование ослиного мяса в кулинарии, его производство является побочным результатом разведения ишаков, которые прежде всего представляют интерес как вьючные животные. Единственной страной мира, где эти животные разводятся специально на мясо, является Лесото.

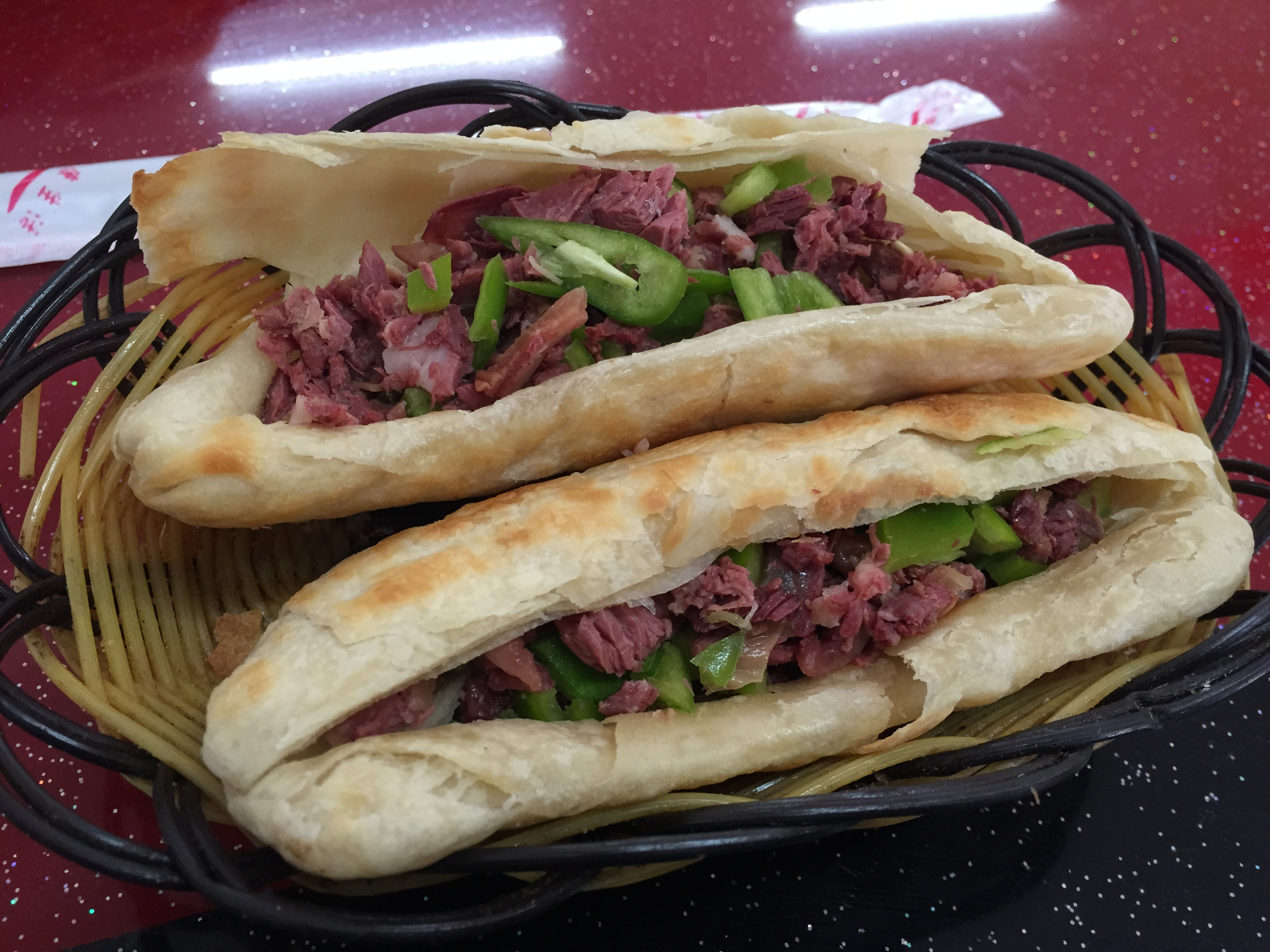
«Ослиные бургеры» по-хэцзяньски

Ведущей страной как в плане производства, так и в плане потребления ослиного мяса является Китай. Потребности рынка КНР в этом продукте удовлетворяются частично за счёт собственной продукции, частично — за счёт импорта, который осуществляется преимущественно из африканских стран. В 2010-е годы некоторые из этих стран были вынуждены ограничить или вообще временно запретить забой ослов, поскольку высокий спрос со стороны китайских импортёров привёл к резкому сокращению местного поголовья этих животных. При этом отмечается, что растущий интерес китайцев к африканским ишакам связан не только с их мясом но и, в ещё большей степени, с их шкурами, которые в больших объёмах используются для изготовления эцзяо — препарата китайской медицины, пользующегося растущей популярностью не только в самом Китае, но и на международном рынке.
Ослятина традиционно используется в кухне ряда северных регионов Китая. Наибольшую популярность она снискала в провинции Хэбэй, где, в свою очередь, особым пристрастием к ней отличаются города Баодин и Хэцзянь. У жителей этих мест в ходу поговорка: «На небе — мясо дракона, на земле — мясо осла» (кит. 天上龙肉，地上驴肉). В обоих упомянутых городах издавна готовят различные блюда из ишачьего мяса и имеются десятки ресторанов, специализирующихся именно на них. К числу наиболее известных местных кулинарных специалитетов относится люйжоу хошао, иногда называемое «ослиным бургером». Это кушанье представляет собой традиционную северокитайскую жареную в масле пшеничную лепёшку шаобин, разрезанную продольно почти надвое и набитую мелко нарубленной жареной ослятиной или ослиными субпродуктами, обычно приправляемыми зелёным перцем чили и кориандром. Ослиные бургеры по-баодински и по-хэцзяньски имеют небольшие различия: в первом принято использовать прямоугольную булочку и начинять её горячим мясом, во втором округлая булочка наполняется холодной ослятиной. Местная легенда относит изобретение «ослиного бургера» к первым десятилетиям династии Мин. Согласно ей, солдаты, выступившие на стороне принца Чжу Ди, поднявшего мятеж против своего племянника — императора Цзяньвэня, страдали от нехватки продовольствия. В какой-то момент единственной едой, оставшейся в обозе, оказались шаобины, и бойцы, чтобы как-то разнообразить свой рацион, стали начинять лепёшки жареным мясом верховых лошадей. После победы Чжу Ди и его восшествия на императорский престол походное блюдо его сторонников обрело широкую популярность. Однако забивать в большом количестве коней, необходимых для армии, было невозможно, так что конину пришлось заменить сходной по вкусу ослятиной. Если люйжоу хошао является обычным, повседневным блюдом, типичным для северокитайского фаст-фуда, то кушанье под названием люй саньба́о (кит. трад. 驴三宝) — «три ослиных драгоценности» — относится к числу кулинарных изысков. Этот специалитет хэбэйского уезда Сюйшуй представляет собой смесь ломтиков трёх видов жареных ослиных субпродуктов: почек, яичек и пениса. Примечательно, что круглые ломтики последнего в Хэбэе принято называть «ослиными монетками» (кит. 驴钱肉, пиньинь люй цянь жоу).

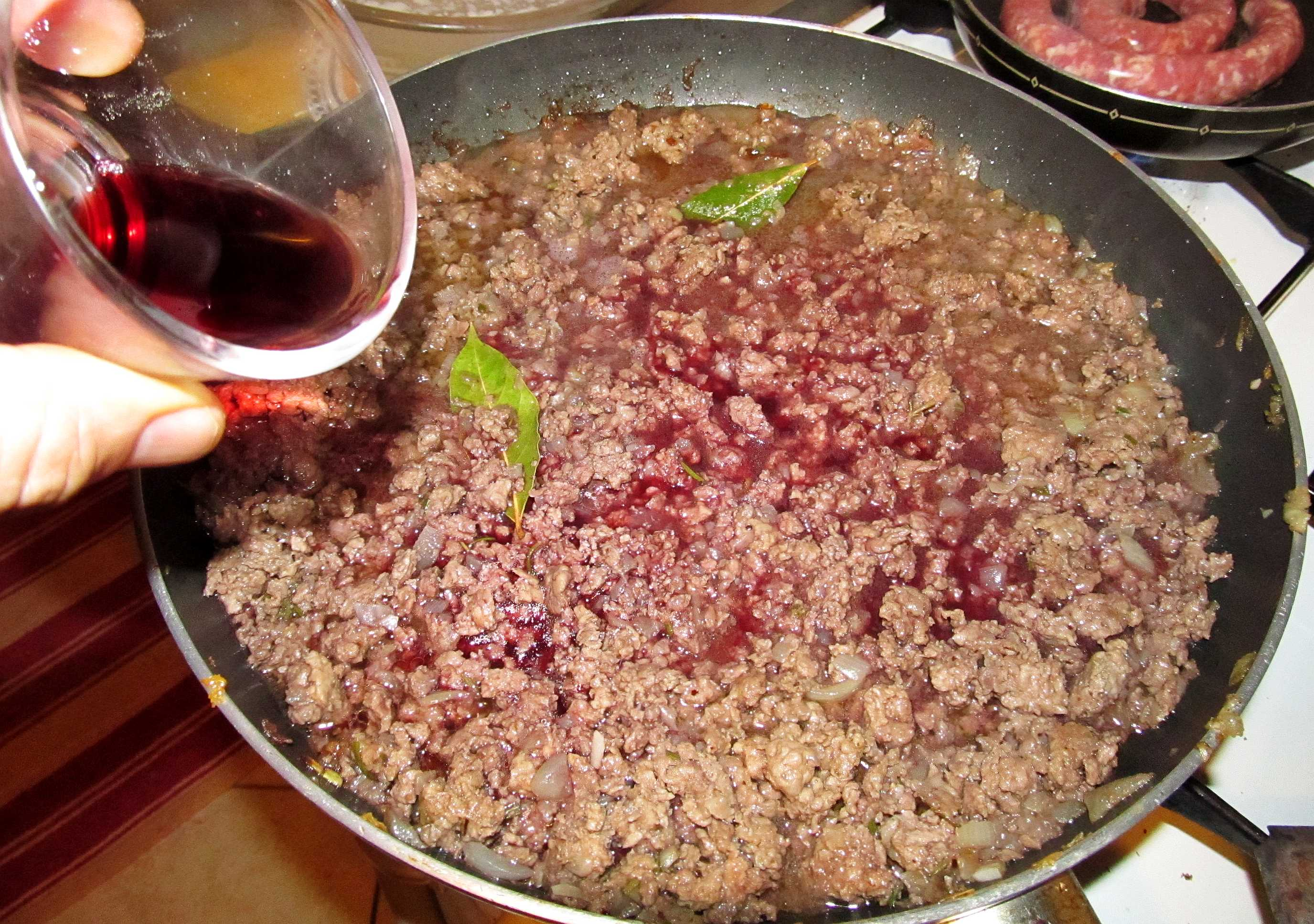
Приготовление тапулона — пьемонтского рагу из ослятины

Ослятина употребляется в кухнях некоторых стран Африки — в первую очередь в тех, которые упомянуты выше среди основных производителей этого мяса. Примечательно, что исламский запрет на употребление в пищу мяса домашнего осла не привёл к его полному исключению из рациона мусульманского населения африканского континента. Даже в таких арабских странах, как Тунис и Алжир, свободная продажа ослятины не только сохраняется, но и в последнее время заметно расширяется. При этом, вне зависимости от конфессионального состава населения, ни в одной из африканских стран мясо осла не входит в число основных продуктов питания животного происхождения.
В ряде европейских государств, в частности, в Италии, Испании и Венгрии, ишачье мясо используется при производстве некоторых колбасных изделий. В наибольшей степени ослятина востребована для изготовления некоторых видов салями, в которых её чаще всего смешивают с другими видами мяса. В Италии такая рецептура салями существует издавна: так, ещё в самом начале XX века о ней сообщалось, как о традиционной практике. Также из ослятины — уже в чистом виде — иногда готовится брезаола — сыровяленая ветчина, пользующаяся большой популярностью в северной Италии.
Помимо использования в колбасных продуктах, в Италии мясо ишаков иногда жарят и тушат: в некоторых региональных кухнях — преимущественно, на севере страны — существуют блюда, традиционно изготовляемые из этого продукта. В настоящее время в плане употребления ослятины выделяется Пьемонт, где в середине XX столетия произошёл заметный рост кулинарного интереса к этому продукту. Специалисты связывают это с тем, что партизанам-антифашистам, активно действовавшим в этой области в 1943-45 годах, зачастую приходилось питаться мясом ишаков. Многим бойцам Сопротивления оно пришлось по вкусу, и вернувшись после войны домой они не расстались с новым гастрономическим пристрастием. Это, в частности, способствовало росту популярности старинных, но почти забытых к тому времени местных кушаний из ослятины. К последним прежде всего относится тапулон, кулинарный специалитет пьемонтской коммуны Боргоманеро — рагу из очень мелко нарезанной ослятины в соусе на основе красного вина с большим количеством лука, чеснока и гвоздики. По легенде, это блюдо было изобретено группой паломников, считающихся основателями главного поселения коммуны. Странники, истощив все свои съестные припасы, пустили под нож вьючного ишака: мясо пожилого животного оказалось весьма жёстким и пахучим, так что его пришлось долго тушить в вине с ароматными специями.

### Реализация под видом мяса других животных
Маргинализация ослятины в мировой кулинарии привела к тому, что при продаже она нередко выдаётся за другие виды мяса — более дорогие и востребованные на рынке. Чаще всего таким образом имитируются конина или говядина, наиболее сходные с ослятиной по цвету и текстуре.
Иногда подобные подмены осуществляются в больших масштабах, и в результате тонны ослятины попадают на предприятия пищевой промышленности и в сети общепита. Такие случаи обычно классифицируются как достаточно серьёзные нарушения в сфере торгового права. Во многих странах — в том числе в большинстве европейских государств и в России — отягчающим обстоятельством при этом служит то, что продукты, содержащие ослятину, считаются потенциально опасными для здоровья. Это обусловлено тем, что в этих странах в принципе отсутствуют ветеринарные и санитарно-эпидемиологические стандарты в отношении ослятины, что не позволяет определить её пригодность в качестве продукта питания. В 2010-е годы в государствах Евросоюза было выявлено несколько случаев масштабного подлога ослятиной других видов мяса, которые расследовались компетентными органами и вызвали достаточно заметный медийный резонанс.
Если на Западе подлоги такого рода рассматриваются в основном сквозь призму торгового права, то в странах с мусульманским населением дополнительным фактором реакции на них является религиозный запрет на использование ослятины в пищу. Там продажа ослятины под видом халяльного мяса вызывает осуждение со стороны исламского духовенства и достаточно широкое общественное недовольство.
Весьма серьёзный скандал, связанный с подложной продажей ослятины, произошёл в 2015 году в Кыргызстане. Под Бишкеком на протяжении длительного времени действовало предприятие, разводившее и забивавшее ослов, мясо которых, согласно официальной документации, поставлялось в Гонконг. Однако по итогам журналистского расследования компании было предъявлено обвинение в поставках ослятины под видом конины и баранины в бишкекские чайханы и рестораны. В течение короткого времени аналогичные подозрения возникли и в отношении нескольких других скотоводческих предприятий страны. Разбирательство имело общенациональный общественный резонанс и вызвало горячие дебаты в парламенте — Жогорку Кенеше, которые едва не привели к вынесению вотума недоверия правительству.